# آروید نوآ
آروید نوآ (انگلیسی: Arvid Noe; ۲۳ ژوئیهٔ ۱۹۴۶ – ۲۴ آوریل ۱۹۷۶) ملوان، راننده کامیون اهل نروژ بود.